# Sinti

Bandera del pueblo gitano.

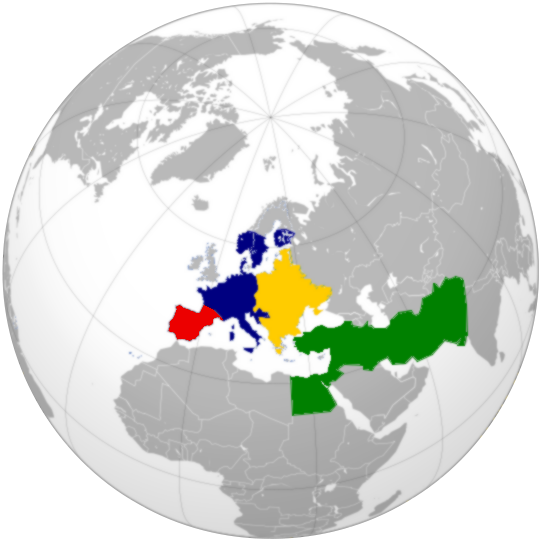
Diferentes grupos gitanos en Eurasia occidental.
Calós
Sinti-Manouches
Kalderash
Doms

Sinti o sinta (masc. sing.: sinto; fem. sing.: sintisa) es el nombre de una de las poblaciones gitanas en Europa, que ocupaban preferentemente Europa central, Italia, Francia y parte de Escandinavia. Tradicionalmente los sinti eran nómadas, aunque hoy tan solo un pequeño porcentaje de ellos lo es. En tiempos pasados, solían vivir en las afueras de comunidades, generalmente en la miseria.
Los sinti hablan un dialecto del idioma romaní llamado Romanes, Sintenghero Tschib(en), que tiene un vocabulario primario romaní, pero algunas diferencias gramaticales, con una acusada influencia del alemán.

## Etimología
El origen del nombre "sinti/sinte" es incierto. Puede haber sido adoptado en el siglo XVIII y posiblemente a partir de un lenguaje secreto basado en el alemán. Suele compararse con el nombre de la etnia sindhi, del sudoeste de Pakistán, opinión extendida entre la población sinti, pero sin ninguna evidencia hasta la fecha.

## Historia

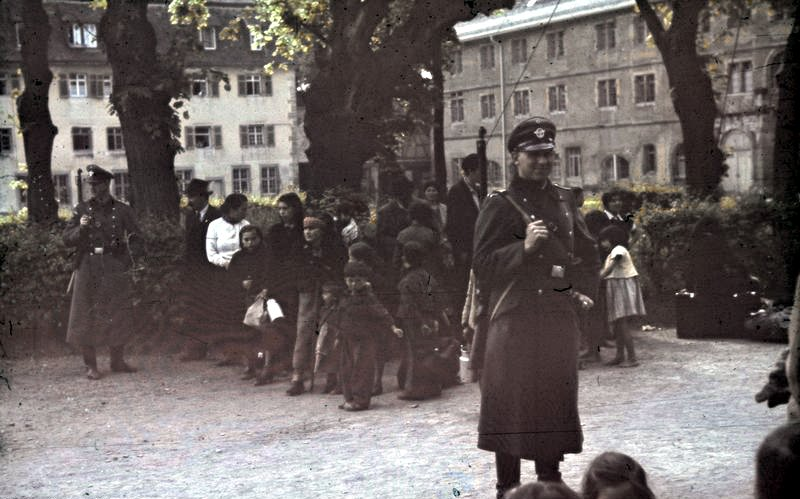
Deportación de romaníes y sintis en Asperg, el 22 de mayo de 1940.

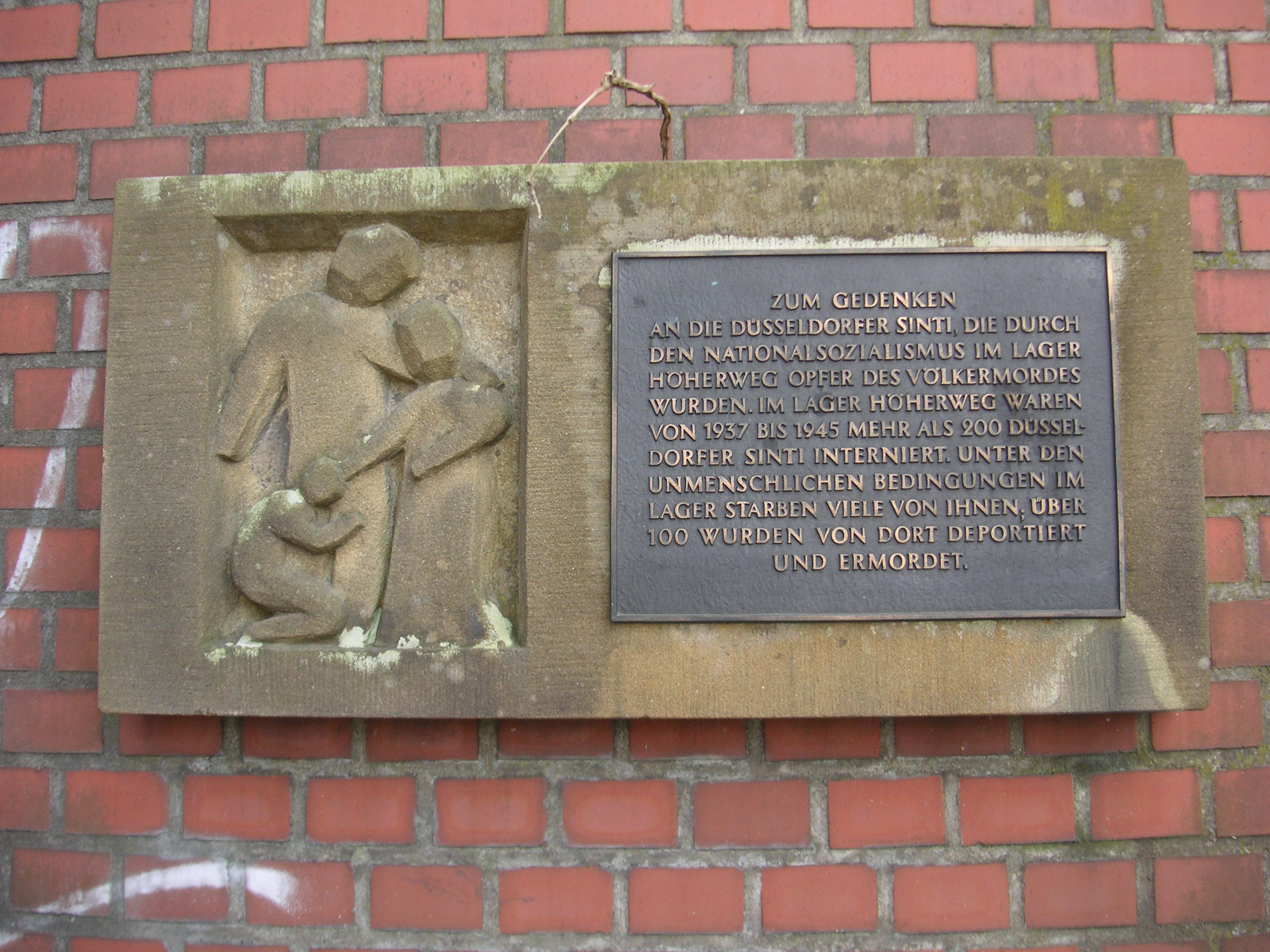
Memorial en Düsseldorf-Lierenfeld por los sinti asesinados.

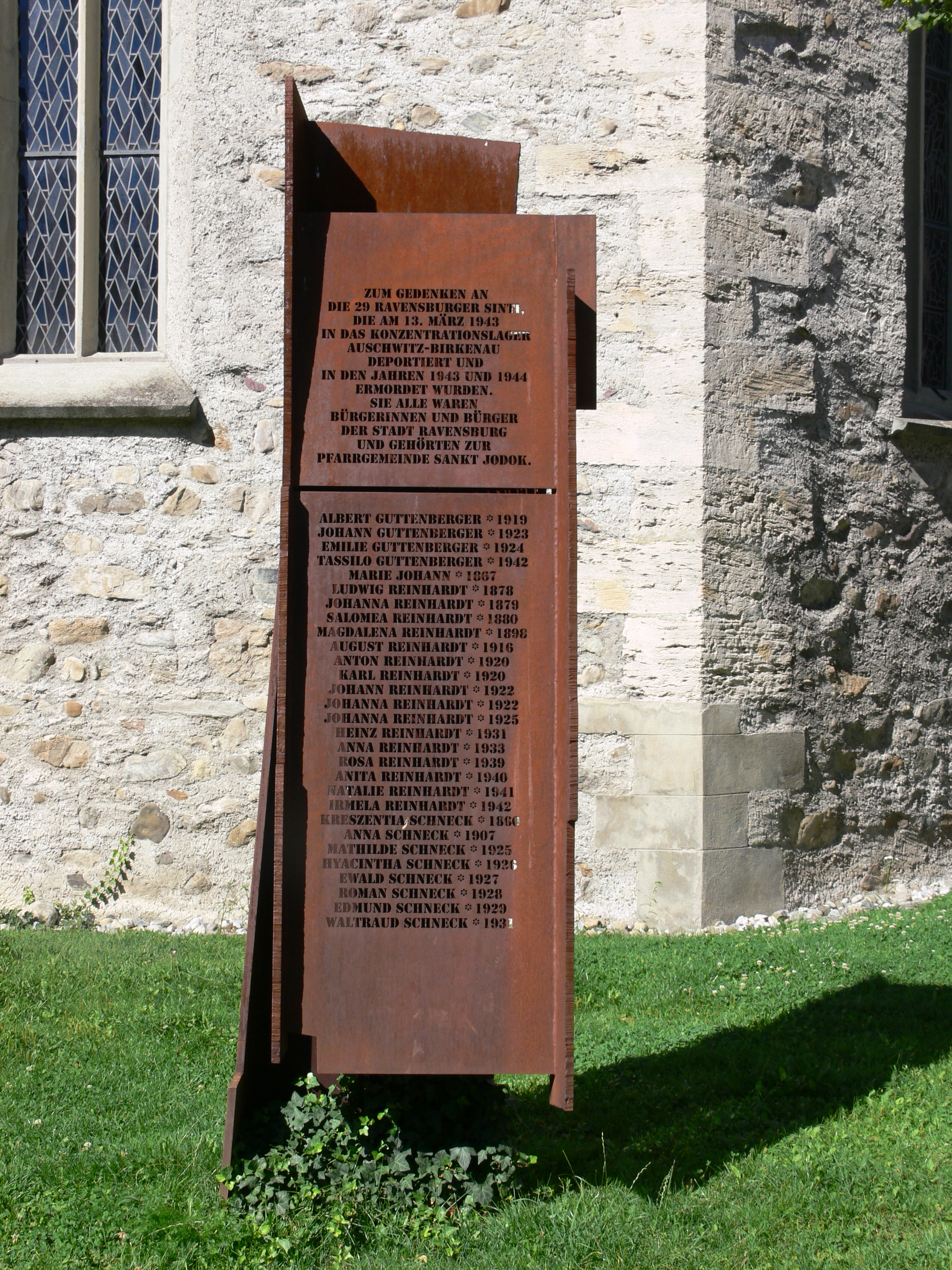
Ravensburg, Memorial por los sinti asesinados en Auschwitz.

Se cree que los antepasados de los sinti debieron irse como refugiados de guerra debido a los ataques omeyas al reino sindhi en 711-713 y la muerte de Raja Dahir. Su presencia en Hungría está documentada desde finales del siglo XIV y en Europa Central desde principios del siglo XV (1407, Hildesheim, Alemania). El idioma de los sinti indica que son claramente la diáspora india más antigua que ha emigrado a Europa. Los antepasados de Sinti y Kalé eran Kshatriya Sindhiens, “sinto” proviene de la palabra “sindho” que significa “habitante de Sindh” (actual Pakistán). La investigación llevada a cabo por Louis de Gouyon Matignon muestra que el 50 % del sintikes, el idioma sinti, proviene del idioma hindi. Es un dialecto germanizado (en el norte) e italianizado (en el sur).
Los sinti llegaron a Alemania y Austria en la Edad Media, divididos en dos grupos: Eftavagarja (los de las siete caravanas) y Estraxarja (los de Austria). Estos dos grupos se expandieron: los Eftavagarja a Francia, donde se les llama Manouches, y los Estraxarja a Italia (región del Piamonte) y Europa del Este, principalmente hacia Croacia, Hungría, Rumanía, República Checa y Eslovaquia, adoptando nombres distintos en cada lugar.

### Otras teorías
Otra teoría sostiene que los romaníes difieren de los sinti, en que los primeros se convirtieron al Islam durante la dinastía selyúcida (ss. XI-XIII), lo que les permitió adquirir la ciudadanía y escapar de la esclavitud. Los sinti rechazarían convertirse al islam y se mantuvieron como esclavos.

## Sintis conocidos

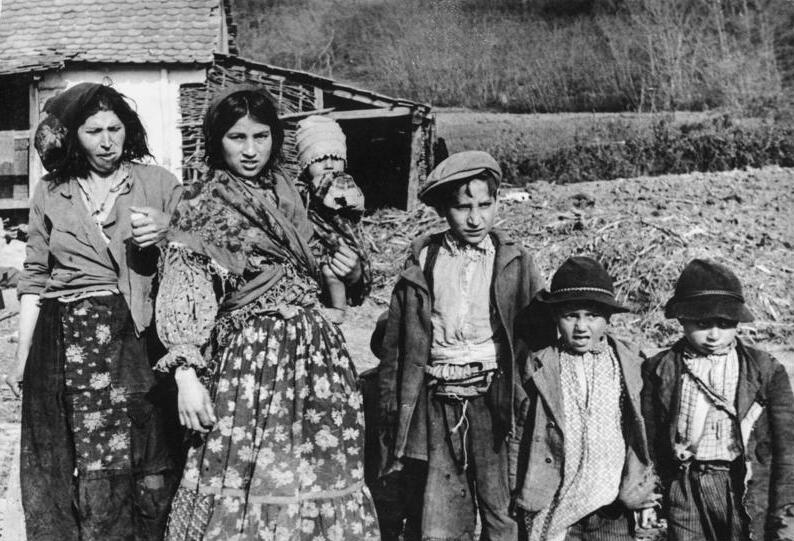
Para propósitos de documentación, los Archivos Federales de Alemania han mantenido las descripciones originales de las imágenes, que pueden ser erróneas, sesgadas, estar obsoletas o tener una orientación política. Bei Agram, kroatische Sinti und Roma-Frauen und Kinder Kroatische Zigeuner bei Agram. 1941

Entre los sintis se encuentran muchos músicos, como Drafi Deutscher o el guitarrista de jazz Django Reinhardt y Biréli Lagrène. Häns'che Weiss grabó un disco en Alemania a mediados de los años 1970 donde canta sobre el Porrajmos (holocausto romaní) en su propio idioma para que muchos jóvenes alemanes aprendieran sobre el tema. Titi Winterstein y otros miembros del clan Reinhardt todavía tocan el tradicional y moderno Jazz gitano por toda Europa. El tecladista Joe Zawinul es descendiente de sinte (Sintenghero). El destacado exfutbolista italiano y campeón del mundo Andrea Pirlo es descendiente de sintes.